# Kirchdorf (Szwajcaria)
Kirchdorf – gmina (niem. Einwohnergemeinde) w Szwajcarii, w kantonie Berno, w regionie administracyjnym Bern-Mittelland, w okręgu Bern-Mittelland. 1 stycznia 2018 wchłonęła gminy Gelterfingen, Mühledorf i Noflen.
Gmina po raz pierwszy została wspomniana w dokumentach w 1228 roku jako Chilthorf.

## Demografia
W Kirchdorfie 31 grudnia 2020 roku mieszkało 1 796 osób. W 2020 roku 5,7% populacji gminy stanowiły osoby urodzone poza Szwajcarią.
W 2000 roku 96,7% populacji mówiło w języku niemieckim, 1,2% w języku francuskim, a 0,4% w języku romansz.

Zmiany w liczbie ludności są przedstawione na poniższym wykresie: